# T-44
Il T-44 è stato un carro armato medio sovietico entrato in servizio nel 1944 e brevemente impiegato alla fine della Seconda guerra mondiale.
Pochissimo noto rispetto ai suoi celebri connazionali, il T-44 è stato un carro di transizione, che ha segnato il passaggio dal T-34 del periodo bellico al successivo T-54/55. Esso utilizzava le componenti largamente derivate dal T-34, ma portava un'importante innovazione, il motore trasversale, che riduceva la lunghezza dello scafo, razionalizzandone la struttura. La torretta aveva un cannone da 85mm, ma i modelli migliorati accolsero il 100mm, mentre la corazza anteriore dello scafo raggiunse i 90mm a 60 gradi. Ma la difficoltà ad operare con il cannone più grande e la consapevolezza che nell'insieme il mezzo non aveva rappresentato un progresso decisivo rispetto al T-34 spinsero i tecnici ad un nuovo e migliore progetto, ed è per questo che il T-44 è ricordato come il carro che precedette il T-54. Alcuni di essi erano tuttavia ancora in servizio negli anni ottanta, come mezzi da addestramento.

## Servizio Operativo
Il nuovo veicolo sovietico raggiunse il fronte europeo nel tardo 1944 e venne sporadicamente utilizzato in rapidi scontri con le stremate forze della Panzerwaffe, anche se sempre sorpassato dal maggior numero di carri armati T-34/85, che avevano già cominciato a essere distribuiti nel 1943 e che alla fine della guerra rappresentavano il grosso delle forze corazzate sovietiche. Sul campo gli equipaggi apprezzarono il nuovo T-44. Era compatto, veloce e molto mobile, oltre a essere armato con un cannone più potente dello ZiS-5-3 che equipaggiava il T-34-85. Era anche considerato meglio protetto del suo predecessore, a causa della torretta più bassa e dal "collo" meno vulnerabile, più inserito nello scafo (dettagli di protezione non fondamentali, ma che meritarono un apprezzamento immediato da parte delle truppe).